# 二氢叶酸
二氢叶酸（英語：Dihydrofolic acid）是一个叶酸衍生物，被二氢叶酸还原酶作用后会生成四氢叶酸。因为动植物需要四氢叶酸制造嘌呤与嘧啶，故许多药物的靶点都指向二氢叶酸还原酶以阻止核酸的合成。二氢叶酸也可被叫做二氢叶酸盐，更常用的名称是维生素B9。